# Pont Gallieni
 (décembre 2014).
Si vous disposez d'ouvrages ou d'articles de référence ou si vous connaissez des sites web de qualité traitant du thème abordé ici, merci de compléter l'article en donnant les références utiles à sa vérifiabilité et en les liant à la section « Notes et références ».
Le pont Gallieni est un pont traversant le Rhône entre les 2e et 7e arrondissements de Lyon.

## Situation
Il relie le cours de Verdun (rive droite) à l'avenue Berthelot (rive gauche).

## Origine du nom
Le pont est baptisé en l'honneur de Joseph Simon Gallieni, général, maréchal de France et administrateur colonial français, né le 24 avril 1849 à Saint-Béat (Haute-Garonne) et mort le 27 mai 1916 à Versailles. Ce nom est attribué par délibération municipale le 17 juillet 1916.

## Histoire

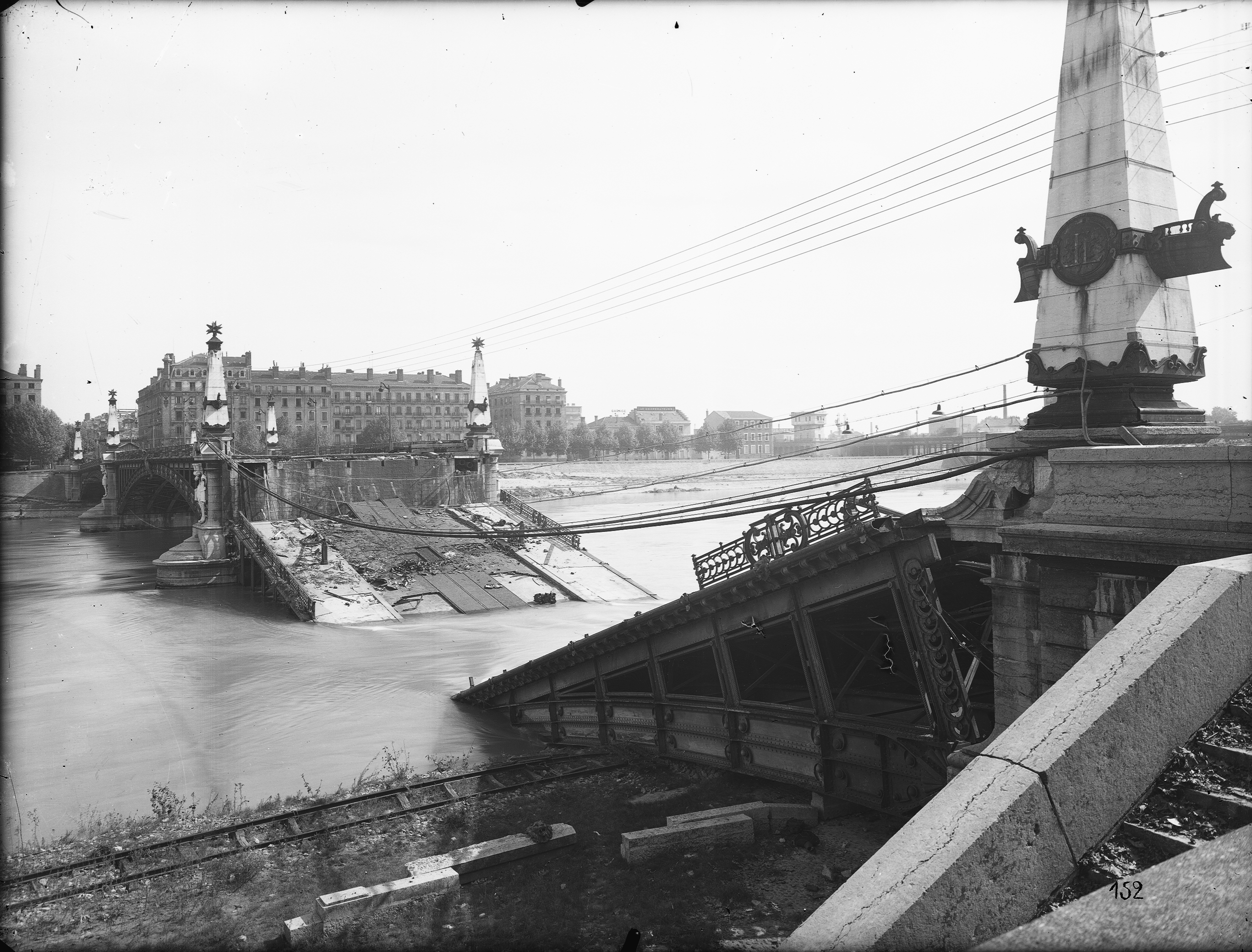
Destruction du pont Gallieni en 1944.

Un projet, esquissé dès 1830, prévoit la construction d'un axe est-ouest, constitué de chaque côté de l'actuel cours de Verdun d'un pont sur la Saône (actuel pont Kitchener-Marchand) et de deux ponts sur le Rhône de part et d'autre de l'île Béchevelin. Ces franchissements, construits par la compagnie Seguin et qui en prennent le nom[réf. nécessaire], furent terminés en 1847 et ouverts au public en 1849. Le pont est prolongé vers l'est par l'avenue des Ponts (actuelle avenue Berthelot). Il est racheté par la ville le 15 août 1865.
Le nouveau pont sur le Rhône est un pont suspendu. Le pont principal sur le Rhône est constitué de deux piles pyramidales supportant une travée centrale de 60,40 m de long et 7,4 m de large relayée par deux travées latérales de respectivement 39 et 67 m. Il prit le nom de pont Napoléon, puis pont Séguin (1849), pont du Rhône (1852) et enfin pont du Midi vers 1871. Cette même année, la lône Béchevelin est comblée.
Le pont principal montre très rapidement des signes de délabrement et décision est prise de le reconstruire le 3 mai 1887. Il est détruit en juin 1889 et une passerelle en charpente est provisoirement érigée établie à 30 m en amont. Les ingénieurs Claude Clavenad et Ernest Fabrègue conçoivent le pont et Louis-Charles Boileau dessine la décoration. Le nouveau pont du Midi est inauguré le 13 juillet 1891. Comme les ponts Morand et Lafayette construits à la même époque, ce nouveau pont est constitué de trois arches métalliques. Il est large de 20 m et long de 209 m. Il est rebaptisé en l'honneur de Joseph Simon Gallieni le 17 juillet 1916[réf. nécessaire]. Il est touché par les bombardements alliés en juin 1944 et l'arche de la rive gauche est dynamitée par les Allemands en septembre de la même année lors de leur retraite. Restauré, le pont est rouvert à la circulation en novembre 1945.
Le pont est finalement démoli en 1962 pour être remplacé par un pont en acier plus large (28,5 m), mais moins long (204,8 m), inauguré le 30 octobre 1965. Sur la rive gauche, une trémie permet de raccorder le pont avec les quais et avec l'échangeur de Perrache (autoroute A6). Depuis 2001, le nombre de voies réservées à la circulation automobile a été réduit afin de faire passer les lignes T1 et T2 du tramway de Lyon[réf. nécessaire].

## Sources
- Cet article est partiellement ou en totalité issu de l'article intitulé « Ponts de Lyon » (voir la liste des auteurs).